# (9158) Платэ
(9158) Платэ (лат. Plate) — типичный астероид главного пояса, открыт 25 июня 1984 года советским астрономом Тамарой Смирновой в Крымской астрофизической обсерватории и 9 марта 2001 года назван в честь химика Николая Платэ.

## Обнаружение и именование
(9158) Платэ
Открыт 25 июня 1984 года в Крымской астрофизической обсерватории Т. М. Смирновой.
Николай Альфредович Платэ (р. 1934) — главный учёный секретарь Российской академии наук и директор Института нефтехимического синтеза в Москве, известен синтезом термотропных жидкокристаллических полимеров, полимерных систем для нацеливания лекарственных препаратов и мембранной технологии разделения газов.
Оригинальный текст (англ.)9158 Plate
Discovered 1984 June 25 by T. M. Smirnova at the Crimean Astrophysical Observatory.
Nikolaj Alfredovich Platè (b. 1934), chief scientific secretary of the Russian Academy of Sciences and director of the Institute of Petrochemical Synthesis in Moscow, is known for the synthesis of thermotropic liquid crystalline polymers, polymeric systems for drug targeting and membrane technology for gas separation.
Источники: 20010309/MPCPages.arc; M.P.C. 42358.

## Орбита

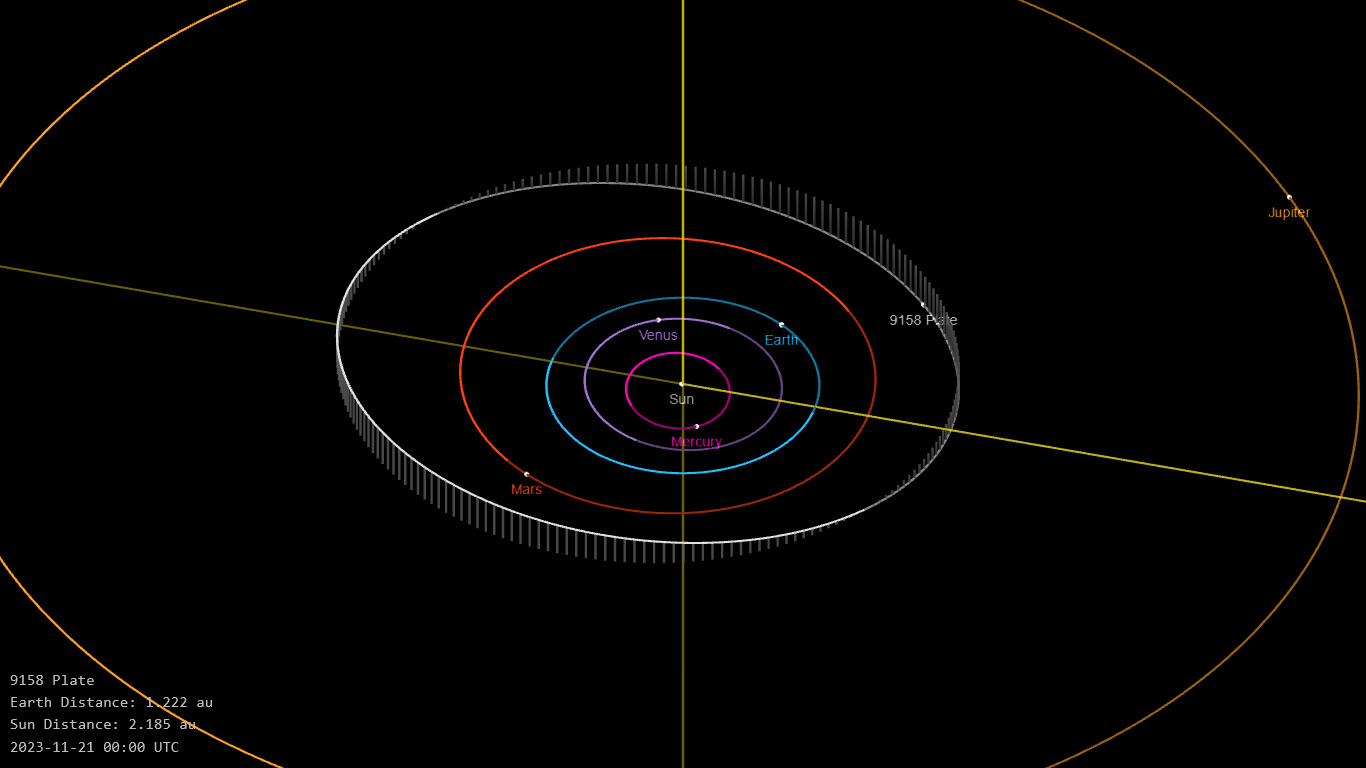
Орбита астероида Платэ и его положение в Солнечной системе

## Физические характеристики
Из наблюдений системы Asteroid Terrestrial-impact Last Alert System следует, что астероид относится к таксономическому классу C, а из наблюдений космического телескопа NEOWISE — к классу CQ.
По результатам наблюдений в видимом и ближнем инфракрасном диапазоне космического телескопа NEOWISE диаметр астероида оценивался равным 4,734±0,125 км, 4,113±0,137 км. Согласно тем же источникам альбедо оценивается как 0,3138±0,0746, 0,314±0,075, 0,379±0,026.